# توفيق عبد الله قنبر
توفيق عبد الله قنبر هو شاعر الفراتي، ولد في أواخر الفترة العثمانية عام 1909 وكان من مؤسسي ما سمي بنادي الجراح الرياضي عام 1930م، الذي كان وسيلة للتعبير عن المواقف الوطنية، وكانت أحداث 1932 قمة عطاءات النادي التي تجسدت كوجدان وسلوك في حياة الكثيرين، كما أنها كانت نقطة مصيرية في حياة ومستقبل الشاعر «توفيق قنبر» فقد حكم عليه الفرنسيون بالإعدام بعد تلك المباراة الرياضية بين «الديريين» والفرنيسيين والتي انتهت بمعارك بينهما، أججتها الخطبة التي ألقاها الشاعر «توفيق قنبر» بالجماهير الوطنية فانفجرت شبه ثورة تلتها اضرابات ومظاهرات، وتمكن الشاعر من مغادرة الوطن بمساعدة الأهالي وعشائر الفرات الثائرة عند الحدود العراقية السورية والذين أوصلوه إلى القطر العراقي الذي كان محتلاً من قبل الإنكليز.